# The Eyes (Band)
The Eyes waren eine britische Psychedelic-Rock-Band, die 1964 gegründet wurde und sich 1967 auflöste.

## Bandgeschichte
The Eyes bestanden aus Barry Allchin (Bass), Brian Corcoran (Schlagzeug), Phil Heatley (Rhythmusgitarre), Chris Lovegrove (Sologitarre) und Terry Nolder (Gesang). Allchin, Heatley und Lovegrove, mit Ken Girvan am Schlagzeug, spielten als The Renegades 1963 in Ealing, West London, Coverversionen der Shadows. Terry Nolder wurde bei einem solchen Auftritt auf die Renegades aufmerksam und sprach sie an, ob er bei ihnen als Sänger und Songschreiber einsteigen könne. Zunächst unter dem Namen Dave Russell & The Renegades, später als Gerry Hart & The Hartbeats und zuletzt als The Hartbeats erspielten sie sich innerhalb von 18 Monaten eine lokale Fangemeinde und schrieben eigene Songs. Als aus der Musikindustrie erste Angebote kamen und sich eine Professionalisierung der Hartbeats abzeichnete, stieg Girvan aus und wurde durch Brian Corcoran ersetzt.
Die Änderung des Namens zu The Eyes erfolgte 1964. Der Name geht auf die Kurzgeschichte The Eyes Have It von Philip K. Dick (dt. Augen auf!) zurück. Mit dem Namenswechsel setzte eine stilistische und musikalische Neuausrichtung ein. Die Band wandte sich optisch mehr der Mod-Szene zu und begann, bei Auftritten geringelte Rugby-Jerseys oder bunt gefärbte Parkas, bei denen Reifenspuren einer Vespa aufgemalt waren, zu tragen. Für die Musikinstrumente kamen vermehrt Effektgeräte zum Einsatz. Mit Manager Geoff Marsh nahmen The Eyes ein erstes Demoband auf. Mike Hawker von Philips wurde auf sie aufmerksam und brachte sie bei Mercury Records unter Vertrag. Die erste Single When the Night Falls /  I’m Rowed Out wurde in den Philips Studios am Stanhope Place aufgenommen und am 5. November 1965 veröffentlicht, eine Woche nach Erscheinen der Single My Generation von The Who. 1966 folgten weitere Singles, die sich aber alle kommerziell als nicht erfolgreich erwiesen. Die EP The Arrival of the Eyes erschien 1966 und beinhaltete beide Seiten ihrer ersten Singles, When The Night Falls / I’m Rowed Out und The Immediate Pleasure / My Degeneration. Sie gilt wegen der geringen Auflage mittlerweile unter Fans der Stilrichtung Freakbeat als gesuchtes Sammlerstück.
Aufgrund der Krise durch vier erfolglose Singles und eine EP suchte Manager Geoff Marsh nach anderen finanziellen Einkünften für die Band und konnte die Aufnahme eines Albums mit Coverversionen von Songs der Rolling Stones vermitteln. The Eyes nahmen das Album A Tribute to the Rolling Stones für Warp Records auf, das 1966 unter dem Bandnamen The Pupils veröffentlicht wurde. 1967 lösten sich The Eyes auf und bis auf Terry Nolder wendeten sich alle anderen Bandmitglieder von professionellen Musikkarrieren ab.
Im Jahr 2006 veröffentlichten ACME/Lion eine CD mit dem Gesamtwerk der Band, ebenfalls unter dem Titel The Arrival of The Eyes zum 40-jährigen Jubiläum der EP. Stephen Thomas Erlewine von Allmusic rezensierte dieses Album und sieht The Eyes auf Augenhöhe mit den damals bereits deutlich bekannteren The Who.
Im Februar 2024 erschien im britischen Musikmagazin Shindig! (Ausgabe 148) ein mehrseitiger Artikel über The Eyes, für den Ian O’Sullivan auch Terry Nolder interviewte.

## Diskografie

### Singles
- When the Night Falls / I’m Rowed Out (Mercury Records MF881, 1965)
- The Immediate Pleasure / My Degeneration (Mercury Records MF897, 1966)
- Man With Money / Your’re Too Much (1966)
- Good Day Sunshine / Please Don’t Cry (1966)

### EPs
- The Arrival of The Eyes (1966)

### Studioalben
- A Tribute to The Rolling Stones (als The Pupils) (Wing, 1966)
- The Arrival of The Eyes (Kompilationsalbum) (ACME/Lion, 2006)